# Territorio de Wisconsin
El Territorio de Wisconsin fue un territorio histórico organizado de los Estados Unidos de América que existió del 3 de julio de 1836 hasta el 29 de mayo de 1848, cuando la porción oriental del territorio fue admitida en la Unión como el Estado de Wisconsin. La ciudad de Belmont fue inicialmente elegida como la capital del territorio. En 1837, la legislatura territorial se reunió en Burlington, justo al norte del río Skunk desemboca en el Misisipi, que se convirtió en parte del Territorio de Iowa en 1838. En ese año, 1838, la capital del territorio de Wisconsin fue trasladado a la ciudad de Madison.

## Historia
Existen irregularidades en la cronología histórica de la creación del territorio. Luego de que el Congreso negó la petición de Míchigan para obtener la condición de Estado, a pesar de cumplir los requisitos especificados en la Ordenanza Noroeste, el pueblo de Míchigan proclamó su constitución en octubre de 1835 y comenzó su autogobierno en ese momento. Sin embargo, Míchigan no entró en la Unión hasta el 26 de enero de 1837, y el Congreso no organizó el Territorio de Wisconsin separado del de Míchigan hasta el 3 de julio de 1836.
Con la esperanza de establecer una cierta continuidad en el gobierno durante ese ínterin, el Gobernador del Territorio de Míchigan, Stevens T. Mason, emitió una proclama el 25 de agosto de 1835 para la elección de un consejo legislativo occidental (el séptimo Consejo Territorial de Míchigan), que llegó a ser conocido como el Consejo de la Grupa. Este Consejo se reunió en Green Bay, Wisconsin, el 1 de enero de 1836. Sin embargo, debido a la controversia entre Míchigan y Ohio sobre la Franja de Toledo en lo que se conoció como la Guerra de Toledo, el presidente Jackson retiró a Mason de su cargo el 15 de agosto de 1835 y lo reemplazó con John S. Horner. Horner emitió su propia proclamación el 9 de noviembre de 1835, pidiendo al Consejo a reunirse en el 1 de diciembre de 1835 (dando a los delegados menos de un mes para conocer lo relativo acerca del cambio y viajar a la reunión). Esto causó una considerable molestia entre los delegados, a los cuales ignoró. Incluso Horner mismo declinó en asistir. El Consejo se reunió el 1 de enero como estaba previsto anteriormente, pero Horner quien tenía la intención de asistir, se retrasó por enfermedad y en ausencia del Gobernador el consejo solo pudo hacer poco más que realizar algunas tareas administrativas y ceremoniales. Como compensación por su cesión de la Franja de Toledo, se le dio a Míchigan la península superior.
El Presidente Andrew Jackson nombró a Henry Dodge Gobernador y Secretario de Horner. La primera asamblea legislativa del nuevo territorio fue convocada por el gobernador Dodge en Belmont, en el actual condado de Lafayette, el 25 de octubre de 1836. En 1837, Burlington (Iowa) se convirtió en la segunda capital territorial del territorio de Wisconsin. A siguiente año fue creado el Territorio de Iowa y por tanto la capital se trasladó a Madison.

## El territorio después que Wisconsin se convirtió en estado
Cuando Wisconsin se convirtió en estado el 29 de mayo de 1848, no se previó ningún estatuto para el tramo de tierra entre el río Santa Cruz y el río Misisipi que previamente había sido organizada en el marco del territorio de Wisconsin. Además, cuando Iowa se convirtió en estado el 28 de diciembre de 1846, tampoco hubo previsión para la organización oficial del resto de lo que había sido el Territorio de Iowa. En el Congreso de 1846-1847, cuando Wisconsin fue organizado como estado, el delegado territorial por Wisconsin al Congreso Morgan L. Martin empujó a través de un proyecto de ley la organización del Territorio de Minnesota que abarcaría esta tierra. Si bien el proyecto de ley fue aprobado en la Cámara, no pasó el Senado. En el siguiente período de sesiones un proyecto de ley presentado por Stephen A. Douglas se introdujo en el Senado, pero también no pasó. En el verano de 1848, los residentes de la zona se organizaron y solicitaron una serie de reuniones. A medida que estas reuniones se iniciaron, el delegado territorial más reciente al Congreso John H. Tweedy solicitó oficialmente su renuncia, desocupando así el asiento. El Secretario de Estado John Catlin fue a Stillwater, Minnesota, y en la capacidad de actuar gobernador del territorio emitió escritos para una elección especial para llenar el asiento, que fue ganado por Henry H. Sibley el 30 de octubre.
Cuando Sibley fue a Washington para ocupar su escaño en el Congreso, no fue reconocido de inmediato. Solo después de una larga batalla política se le permitió tomar su asiento, el 15 de enero de 1849. Durante un período de tiempo, hubo al mismo tiempo representantes en el Congreso del Estado de Wisconsin y del Territorio de Wisconsin, una situación sin precedentes. Sibley hizo su primera orden del día para sacar adelante el estatuto necesario establecer el Territorio de Minnesota, que se produjo el 3 de marzo de 1849.